# Nicolae Mihai
Nicolae Mihai (* 14. September 1925 in Scorțaru Nou, Kreis Brăila; † 1999 in Brăila) war ein rumänischer Politiker der Rumänischen Kommunistischen Partei PCR (Partidul Comunist Român) und Diplomat, der unter anderem zwischen 1972 und 1974 Erster Vizepräsident des Staatlichen Planungskomitees im Range eines Staatssekretärs sowie von 1978 bis 1983 Botschafter in der Sozialistischen Föderativen Republik Jugoslawien war.

## Leben
Nicolae Mihai war nach einer Berufsausbildung als Dreher tätig und wurde 1945 Mitglied der damaligen Kommunistischen Partei Rumäniens PCdR (Partidul Comunist din Romania). Er fungierte zwischen Oktober 1946 und März 1947 als Instrukteur der Propagandaabteilung im Parteikomitee der Region Dunărea de Jos sowie als Instrukteur der Abteilung Politische Bildung des Parteikomitees der Region Putna. Nachdem er zwischen März 1947 und September 1949 Leiter der Abteilung Kader und zugleich Mitglied des Büros des Komitees der Rumänischen Arbeiterpartei PMR (Partidul Muncitoresc Român) im Kreis Brăila war, absolvierte er von September 1949 bis Juni 1950 ein Studium an der Parteihochschule „Ștefan Gheorghiu“. Im Anschluss wurde er im Juli 1950 zunächst stellvertretender Leiter sowie 1952 Leiter der Abteilung Arbeitskräfte des Staatlichen Planungskomitees. Er absolvierte ferner ein Studium an der Fakultät Allgemeine Wirtschaft des Instituts für Wirtschaftswissenschaften und Planung „Wladimir Iljitsch Lenin“ ISEP und fungierte zwischen Oktober 1956 und Februar 1958 als Erster Sekretär des Komitees im Bukarester Ortsteil „W. I. Lenin“, ehe er im Anschluss von Februar 1958 bis September 1960 Erster stellvertretender Leiter der Abteilung Organisation sowie Mitglied des Büros des Parteikomitees der Region Galați war.
Nachdem Mihai zwischen September 1960 und Juli 1963 ein Studium an der Parteihochschule der KPdSU „Wladimir Iljitsch Lenin“ in Moskau absolviert hatte, bekleidete er von Juli 1963 und 1968 die Funktion als Sekretär für Propaganda der Region Galați beziehungsweise zuletzt als Präsident des Exekutivkomitees des Volksrates dieser Region. Im Anschluss fungierte er zwischen 1968 und Dezember 1972 als Erster Sekretär des Parteikomitees im Kreis Brăila und war zeitgleich in Personalunion Präsident des Exekutivkomitees des Volksrates dieses Kreises. 1969 wurde er ferner Mitglied der Großen Nationalversammlung (Marea Adunare Națională) und vertrat in dieser zunächst bis 1975 den Wahlkreis Nr. 6 Dudești im Kreis Brăila. Er wurde auf dem Zehnten Parteitag der PCR (6. bis 12. August 1969) zum Mitglied des ZK der PCR gewählt und gehörte diesem Gremium bis zum darauf folgenden Elften Parteitag der PCR (24. bis 27. November 1974) an. Am 18. Dezember 1972 übernahm er als Nachfolger von Emilian Dobrescu im Kabinett Maurer V den Posten als Erster Vizepräsident des Staatlichen Planungskomitees im Range eines Staatssekretärs und hatte diesen vom 27. Februar bis zum 4. Mai 1974 auch im darauf folgenden Kabinett Mănescu I inne. Er war danach zwischen dem 4. Mai 1974 und 1975 stellvertretender Leiter der ZK-Abteilung für Organisation. Auf dem Elften Parteitag der PCR (24. bis 27. November 1974) wurde er des Weiteren Mitglied der Zentralen Parteikontrollkommission der PCR (Colegiul Central de Partid) und gehörte diesem Gremium bis zum Zwölften Parteitag der PCR (19. bis 23. November 1979) an.
Nicolae Mihai wurde auf dem Dreizehnten Parteitag der PCR (19. bis 22. November 1984) Kandidat des ZK der PCR und behielt diese Funktion bis zum Vierzehnten Parteitag der PCR (20. bis 24. November 1989). 1975 wurde er Präsident der Zentralunion der Konsumgenossenschaften CENTROCOOP (Uniunea Centrală a Cooperativelor de Consum) und bekleidete dieses Amt bis zu seiner Ablösung durch Ioachim Moga im März 1978. Er selbst übernahm am 30. Mai 1978 als Nachfolger von Virgil Cazacu das Amt als außerordentlicher und bevollmächtigter Botschafter in der Sozialistischen Föderativen Republik Jugoslawien und verblieb auf diesem diplomatischen Posten in Belgrad bis zu seiner Ablösung durch Dumitru Popa am 31. Mai 1983. Anschließend fungierte er von August 1983 bis zum 22. Dezember 1989 als stellvertretender Leiter der ZK-Abteilung für Auswärtige Beziehungen und internationale wirtschaftliche Zusammenarbeit. Auf dem Vierzehnten Parteitag der PCR (20. bis 24. November 1989) wurde er schließlich erneut zum Mitglied des ZK gewählt, dem er bis zum Zusammenbruch des Kommunismus im Zuge der Rumänischen Revolution am 22. Dezember 1989 angehörte.

### Ehrungen und Auszeichnungen
Für seine langjährigen Verdienste wurde Nicolae Mihai mehrfach ausgezeichnet und erhielt unter anderem den Orden 23. August Fünfter Klasse (Ordinul 23 August), den Stern der Volksrepublik Rumänien Vierter Klasse (Ordinul Steaua Republicii Populare Române) sowie den Orden der Arbeit Dritter Klasse (Ordinul Muncii).